# Lasiophila dirempta
Lasiophila dirempta är en fjärilsart som beskrevs av Otto Thieme 1906. Lasiophila dirempta ingår i släktet Lasiophila och familjen praktfjärilar. Inga underarter finns listade i Catalogue of Life.